# 劳德代尔湖 (佛罗里达州)
劳德代尔湖（英語：Lauderdale Lakes），是美国佛罗里达州布勞沃德縣下属的一座城市。建立于1961年。面积约为9.4平方公里（约合3.6平方英里）。根据2010年美国人口普查，该市有人口32,593人。论人口在本州排行第80。